# Стенка (Тернопольская область)
Стенка (укр. Стінка) — село в Золотопотокской поселковой общине Чортковского района Тернопольской области Украины.
До 2020 года входило в Бучачский район.
Код КОАТУУ — 6121287801. Население по переписи 2001 года составляло 2090 человек.

## Географическое положение
Село Стенка находится на левом берегу реки Днестр,
ниже по течению на расстоянии в 1,5 км расположено село Космирин.

## История
- 1453 год — первое упоминание о селе.

## Объекты социальной сферы
- Школа.
- Детский сад.
- Дом культуры.
- Амбулатория.